# Gabriel Voisin
Gabriel Voisin född 5 februari 1880 i Belleville-sur-Saône Frankrike död 25 december 1973, var en Fransk flygpionjär, flygplanskonstruktör som även tillverkade bilar. Han var äldre bror till Charles Voisin.
Efter första världskriget övergick Gabriel Voisin till att konstruera och tillverka lyxbiler. Bilmärket Voisin existerade 1919 till 1939.